# Tel Aviv Open
Tel Aviv Open byl profesionální tenisový turnaj mužů hraný v izraelském Tel Avivu. Původně probíhal ve dvou oddělených obdobích 1978–1981 a 1983–1996. Po devatenáctileté přestávce se měl dle plánu vrátit do kalendáře Asociace tenisových profesionálů (ATP Tour), jakožto součást kategorie ATP World Tour 250. Ročníky 1978, 1998 a 1999 byly uskutečněny v rámci ATP Challenger Series.
Konal se na otevřených dvorcích s tvrdým povrchem Izraelského tenisového centra v Ramat ha-Šaronu. Na centrálním kurtu Canada Stadium s kapacitou šest tisíc diváků tradičně probíhají také utkání izraelského daviscupového a fedcupového týmu. Do soutěže dvouhry nastupuje třicet dva hráčů a čtyřhry se účastní šestnáct párů. Nejvíce singlových titulů získal během osmdesátých let americký hráč Brad Gilbert, když triumfoval třikrát v letech 1985, 1986 a 1988. Jediným Izraelcem, jenž slavil trofej z dvouhry se stal Amos Mansdorf v roce 1987. Z dalších čtyř duelů o vítězství odešel jako poražený finalista. Bývalý americký první hráč světa Jimmy Connors dosáhl v ročníku 1989 na svůj poslední kariérní titul v singlu.
V letech 1990–1991 turnaj probíhal pod oficiálním názvem Riklis Classic. Roku 1983 zde vytvořil Američan Aaron Krickstein rekord ATP Tour, jakožto nejmladší vítěz turnaje na okruhu, když tohoto výkonu dosáhl v šestnácti letech a dvou měsících. K sezóně 2015 byl tento rekordní zápis stále platný.
Událost byla původně na okruh ATP zařazena po skončení petrohradského St. Petersburg Open. Dle plánu se měla stát součástí kalendáře ATP World Tour 2014. Vzhledem ke zvýšení nestability tohoto regionu – probíhajícím bojůvkám v izraelsko-palestinském konfliktu, včetně Operace Ochranné ostří, byl však z bezpečnostních důvodů plánovaný ročník zrušen a přeložen na sezónu 2015. Prezident ATP Chris Kermode v srpnu 2014 sdělil, že doufá v obnovení události. K návratu turnaje však roku 2015 nedošlo, když jej v kalendáři nahradil původně zrušený St. Petersburg Open.

## Přehled finále

### Dvouhra
| Rok         | vítěz               | finalista            | výsledek          |
| ----------- | ------------------- | -------------------- | ----------------- |
| 1979        | Tom Okker           | Per Hjertquist       | 6–4, 6–3          |
| 1980        | Harold Solomon      | Šlomo Glickstein     | 6–2, 6–3          |
| 1981        | Mel Purcell         | Per Hjertquist       | 6–1, 6–1          |
| 1982        | turnaj se nekonal   | turnaj se nekonal    | turnaj se nekonal |
| 1983        | Aaron Krickstein    | Christoph Zipf       | 7–6, 6–3          |
| 1984        | Aaron Krickstein    | Šachar Perkiss       | 6–4, 6–1          |
| 1985        | Brad Gilbert        | Amos Mansdorf        | 6–3, 6–2          |
| 1986        | Brad Gilbert        | Aaron Krickstein     | 7–5, 6–2          |
| 1987        | Amos Mansdorf       | Brad Gilbert         | 3–6, 6–3, 6–4     |
| 1988        | Brad Gilbert        | Aaron Krickstein     | 4–6, 7–6, 6–2     |
| 1989        | Jimmy Connors       | Gilad Bloom          | 2–6, 6–2, 6–1     |
| 1990        | Andrej Česnokov     | Amos Mansdorf        | 6–4, 6–3          |
| 1991        | Leonardo Lavalle    | Christo van Rensburg | 6–2, 3–6, 6–3     |
| 1992        | Jeff Tarango        | Stephane Simian      | 4–6, 6–3, 6–4     |
| 1993        | Stefano Pescosolido | Amos Mansdorf        | 7–6, 7–5          |
| 1994        | Wayne Ferreira      | Amos Mansdorf        | 7–6, 6–3          |
| 1995        | Ján Krošlák         | Javier Sánchez       | 6–3, 6–4          |
| 1996        | Javier Sánchez      | Marcos Ondruska      | 6–4, 7–5          |
| 1997 – 2014 | turnaj se nekonal   | turnaj se nekonal    | turnaj se nekonal |

### Čtyřhra
| Rok         | vítězové                          | finalisté                           | výsledek          |
| ----------- | --------------------------------- | ----------------------------------- | ----------------- |
| 1979        | Ilie Năstase Tom Okker            | Mike Cahill Colin Dibley            | 7–5, 6–4          |
| 1980        | Per Hjertquist Steve Krulevitz    | Eric Fromm Cary Leeds               | 7–6, 6–3          |
| 1981        | Steve Meister Van Winitsky        | John Feaver Steve Krulevitz         | 3–6, 6–3, 6–3     |
| 1982        | turnaj se nekonal                 | turnaj se nekonal                   | turnaj se nekonal |
| 1983        | Colin Dowdeswell Zoltan Kuharszky | Peter Elter Peter Feigl             | 6–3, 7–5          |
| 1984        | Peter Doohan Brian Levine         | Colin Dowdeswell Jakob Hlasek       | 6–3, 6–4          |
| 1985        | Brad Gilbert Ilie Năstase         | Michael Robertson Florin Segărceanu | 6–3, 6–2          |
| 1986        | John Letts Peter Lundgren         | Christo Steyn Danie Visser          | 6–3, 3–6, 6–3     |
| 1987        | Gilad Bloom Šachar Perkiss        | Wolfgang Popp Huub van Boeckel      | 6–2, 6–4          |
| 1988        | Roger Smith Paul Wekesa           | Patrick Baur Alexander Mronz        | 6–3, 6–3          |
| 1989        | Jeremy Bates Patrick Baur         | Rikard Bergh Per Henricsson         | 6–1, 4–6, 6–1     |
| 1990        | Nduka Odizor Christo van Rensburg | Ronnie Båthman Rikard Bergh         | 6–3, 6–4          |
| 1991        | David Rikl Michiel Schapers       | Javier Frana Leonardo Lavalle       | 6–2, 6–7, 6–3     |
| 1992        | Mike Bauer João Cunha Silva       | Mark Koevermans Tobias Svantesson   | 6–3, 6–4          |
| 1993        | Sergio Casal Emilio Sánchez       | Mike Bauer David Rikl               | 6–4, 6–4          |
| 1994        | Lan Bale John-Laffnie de Jager    | Jan Apell Jonas Björkman            | 6–7, 6–2, 7–6     |
| 1995        | Jim Grabb Jared Palmer            | Kent Kinnear David Wheaton          | 6–4, 7–5          |
| 1996        | Marcos Ondruska Grant Stafford    | Noam Behr Eyal Erlich               | 6–3, 6–2          |
| 1997 – 2014 | turnaj se nekonal                 | turnaj se nekonal                   | turnaj se nekonal |

### Dvouhra challengeru
| Rok  | vítěz           | finalista   | výsledek      |
| ---- | --------------- | ----------- | ------------- |
| 1978 | Tom Okker       | Peter Feigl | 6-7, 6-4, 6-2 |
| 1998 | Gianluca Pozzi  | Lior Mor    | 6–1, 6–7, 6–3 |
| 1999 | Ctislav Doseděl | Noam Okun   | 7–6, 6–3      |

### Čtyřhra challengeru
| Rok  | vítězové                     | finalisté              | výsledek |
| ---- | ---------------------------- | ---------------------- | -------- |
| 1998 | Radek Štěpánek Michal Tabara | Noam Okun Nir Welgreen | 7–6, 6–3 |
| 1999 | Noam Behr Ejal Ran           | Amir Hadad Andrew Ilie | 6–3, 6–2 |